# Phrynocephalus mystaceus
Phrynocephalus mystaceus es una especie de lagarto de la familia Agamidae. Se distribuye por las zonas áridas de Asia Central. Es ovíparo. Alcanza una longitud máxima de 24 centímetros de cabeza-cola. Su característica más llamativa son unos pliegues de color rosado intenso que despliega como mecanismo de defensa frente a los depredadores.
Tiene descritas dos subespecies:
- Phrynocephalus mystaceus khorasanus Solovyeva, Dunayev, Nazarov, Radjabizadeh & Poyarkov, 2018
- Phrynocephalus mystaceus mystaceus (Pallas, 1776)